# Mnesarco di Atene
Mnesarco di Atene (in greco antico: Μνήσαρχος?, Mnésarchos; Atene, 160 a.C. circa – 85 a.C. circa) è stato un filosofo stoico greco antico.

## Biografia
Fu allievo di Diogene di Babilonia e Antipatro di Tarso. Cicerone afferma che Mnesarco era uno dei capi della scuola stoica (in latino: principes Stoicorum) ad Atene, insieme a Dardano, nel periodo in cui Antioco di Ascalona si stava allontanando dallo scetticismo (circa nel 95 a.C.). Per qualche tempo, fu il maestro di Antioco e potrebbe aver insegnato anche a Filone di Larissa.
Dopo la morte di Panezio (109 a.C.), la scuola stoica ad Atene appare frammentata e Mnesarco fu probabilmente uno dei diversi insegnanti stoici di rilievo in quest'epoca. Morì probabilmente nel periodo in cui Cicerone stava studiando la filosofia ad Atene.
Lo stesso Cicerone lo menziona diverse volte e sembra avere familiarità con alcuni scritti di Mnesarco. 